# Pablo Villamar
Pablo Villamar Díaz (Narón, 20 dicembre 1961) è un politico spagnolo e galiziano, vicepresidente della Diputación Provincial de La Coruña dal 2007.

## Biografia
Tecnico di organizzazione dell'impresa Novantia entrò in politica giovanissimo attorno al 1977. Legato al nazionalismo galiziano contribuì a dare a vita al Blocco Nazionalista Galiziano e sotto questa sigla assunse fin dal 1999 incarichi istituzionali di rilievo. Primo assessore di Narón tra il 1999 ed il 2003, fu più tardi eletto deputato per la Provincia della Coruña nella quale si occupò prima di turismo ed dove quindi divenne vicepresidente della diputacion della stessa provincia, incarico che occupa dal 2007 e che mantiene attualmente.